# Ardistan
Ardistan o Ardestan (localment Arusun) és una vila de l'Iran situada a 1200 metres d'altura a la vora del desert entre Natanz i Nayin (o Nain), a la província d'Esfahan.
Només és rellevant perquè segons els historiadors àrabs i havia un temple dedicat al foc construït pel primer rei sassànida Artaxerxes I (226-242) i perquè fou el suposat lloc de naixement del rei Còsroes I Anushirwan (531-579), i també d'Hassan Modarres un dels líders religiosos de la revolució constitucional de Pèrsia. Hi ha una antiga mesquita del segle x. El comtat (bakhsh) d'Ardestan té uns 50 llogarets i la seva població el 1930 era de 27.000 habitants.
No s'ha de confondre amb el país imaginari de la novel·la de Karl Friedrich May Aslan on apareixen Ardistan i Dschinnistan.